# Rejon budzki
Rejon budzki (rejon budzko-koszelewski, rejon buda-koszelewski, biał. Бу́да-Кашалё́ўскі раён, Buda-Kaszalouski rajon, ros. Бу́да-Кошелёвский райо́н, Buda-Koszelowskij rajon) – rejon w południowo-wschodniej Białorusi, w obwodzie homelskim. Leży na terenie dawnego powiatu homelskiego.

## Geografia
Rejon budzki ma powierzchnię 1594,50 km². Lasy zajmują powierzchnię 411,66 km², bagna 41,54 km², obiekty wodne 17,57 km².